# Anisaedus levii
Espèce
Anisaedus levii est une espèce d'araignées aranéomorphes de la famille des Palpimanidae.

## Distribution
Cette espèce est d'origine incertaine : censée provenir des Antilles, elle est africaine pour Platnick,.

## Description

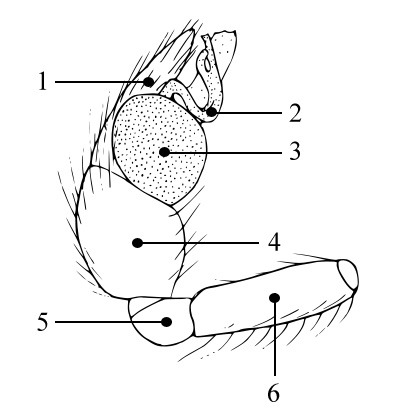
Cymbium

Le mâle holotype mesure 4,81 mm et la femelle paratype 5,53 mm.

## Étymologie
Cette espèce est nommée en l'honneur d'Herbert Walter Levi.

## Publication originale
- Chickering, 1967 : « New species of Palpimanidae (Araneae) from the West Indies. » Psyche, vol. 73, p. 208-216 (texte intégral) (en).